# Ville Saxman
Ville Saxman (Ylivieska, 15 novembre 1989) è un ex calciatore finlandese, di ruolo centrocampista.

## Palmarès

### Club

#### Competizioni nazionali
- Coppa di Finlandia: 1

RoPS: 2013
- Campionato finlandese: 1

KuPS: 2019